# Sportske novosti
Sportske novosti (Les nouvelles sportives) est le seul quotidien sportif croate.[réf. nécessaire] Ce journal sportif dont le premier numéro est paru le 10 décembre 1945 appartient à EPH. 